# Walter Heller
Walter Wolfgang Heller (27 de agosto de 1915 - 15 de junio de 1987) fue un destacado economista estadounidense de la década de 1960 y un asesor influyente del presidente John F. Kennedy como presidente del Consejo de Asesores Económicos, en el periodo 1961–64.

## Vida y carrera
Heller nació en Buffalo, Nueva York, de los inmigrantes alemanes, Gertrude (Warmburg) y Ernst Heller, un ingeniero civil. Después de asistir a la Escuela secundaria en Shorewood, Wisconsin, entró en el Oberlin College, en 1931, donde se graduó con un B. A. en 1935. Heller recibió su maestría y doctorado en economía de la Universidad de Wisconsin.
Como keynesiano, promovió recortes en las tasas de impuestos federales marginales. Esta reducción de impuestos, que fue aprobada por el presidente Lyndon B. Johnson y el Congreso después de la muerte de Kennedy, fue acreditada por impulsar la economía de los Estados Unidos. Heller desarrolló las primeras pautas "voluntarias" de precios y salarios. Cuando la industria del acero no los siguió, fue atacada públicamente por Kennedy y cumplió rápidamente. Heller fue uno de los primeros en enfatizar que las deducciones fiscales y las preferencias fiscales redujeron la base del impuesto sobre la renta, por lo que requirieron, para una cantidad determinada de ingresos, tasas impositivas marginales más altas. El recorte histórico de impuestos y su efecto positivo en la economía se han citado a menudo como motivación para los recortes de impuestos más recientes de los republicanos.
El día después de que Kennedy fue asesinado, Heller se reunió con el presidente Johnson en la Oficina Oval. Para reanudar la marcha del país, Heller sugirió una iniciativa importante que denominó "Guerra contra la pobreza", que Johnson adoptó con entusiasmo. Más tarde, cuando Johnson insistió en escalar la guerra de Vietnam sin aumentar los impuestos, preparando el escenario para una espiral inflacionaria, Heller renunció.
En las primeras fases de su carrera, Heller contribuyó a la creación del Plan Marshall de 1947, que fue fundamental para restablecer la moneda alemana después de la Segunda Guerra Mundial, lo que ayudó a iniciar un auge económico sin precedentes en Alemania Occidental.
Heller se unió a la facultad de la Universidad de Minnesota como profesor asociado de economía en 1945, después se fue durante unos años a servir en el gobierno y regresó en la década de 1960, como presidente del Departamento de Economía. Lo construyó como un departamento de primer nivel con contrataciones espectaculares, incluidos los ganadores del Premio Nobel, Leonid Hurwicz (2007) y Edward C. Prescott (2004).
Heller murió en Silverdale, Washington el 15 de junio de 1987 a la edad de 71 años. En 1999, la Universidad de Minnesota cambió su nombre a la Management and Economics Tower, ubicada en la orilla oeste de su campus de Minneapolis, al de Walter W. Heller Hall, en su honor. El edificio alberga servicios de asesoramiento estudiantil, además de proporcionar espacio de aulas.

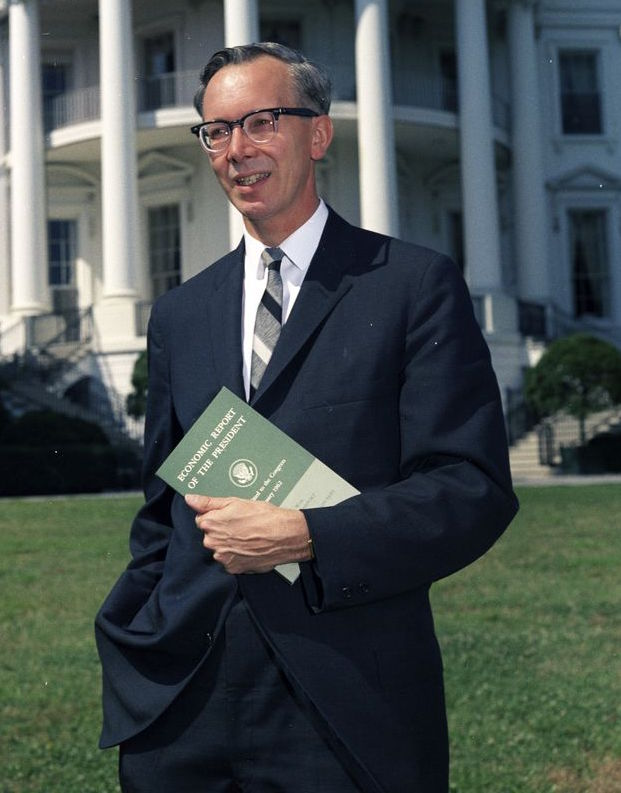
Walter Heller en 1962

Heller fue un crítico de Milton Friedman, sus seguidores y sus etiquetas: "Algunos de ellos son Friedmanlianos, algunos Friedmanianos, algunos Friedmanescos, algunos Friedmánicos y algunos Friedmaniacos."